# Townsendia argyrata
Townsendia argyrata là một loài ruồi trong họ Asilidae. Townsendia argyrata được Curran miêu tả năm 1926. Loài này phân bố ở vùng Tân nhiệt đới.